# Parananochromis
Parananochromis – rodzaj słodkowodnych ryb okoniokształtnych z rodziny pielęgnicowatych (Cichlidae).

## Występowanie
Afryka.

## Klasyfikacja
Gatunki zaliczane do tego rodzaju:
- Parananochromis axelrodi Lamboj & Stiassny, 2003
- Parananochromis brevirostris Lamboj & Stiassny, 2003
- Parananochromis caudifasciatus (Boulenger, 1913)
- Parananochromis elobatus Lamboj, 2014
- Parananochromis gabonicus (Trewavas, 1975)
- Parananochromis longirostris (Boulenger, 1903)
- Parananochromis moutingae Ibala Zamba, Liyandja, Lamboj, Snoeks & Vreven, 2022
- Parananochromis ornatus Lamboj & Stiassny, 2003
- Parananochromis orsorum Lamboj, 2014

Gatunkiem typowym rodzaju jest Pelmatochromis longirostris.